# 김화역
김화역(金化驛)은 지금의 강원특별자치도 철원군 김화읍에 위치했던 금강산선의 철도역이다. 현재는 역터를 비롯한 콘크리트 잔해들만이 남아있다.

## 연혁
- 1924년 8월 1일 : 철원~김화 간 개통과 함께 김화역(金化驛)으로 영업 개시[1]
- 1950년(일자 불명) : 한국 전쟁으로 폐지